# Мърчисън (водопад)
Мърчисън (на английски: Murchison Falls), известен също като водопад Кабалега или Кабарега, е водопад, разположен на река Нил.
Водопадът се намира в северозападната част на Уганда, на 32 км източно от езеро Алберт. Той е широк 6 метра и висок 120 метра, като водата се удря в 3 по-малки водопади, разположени в по-големия Мърчисън, преди да стигне дъното на водопада. Най-високия от 3-те водопада е с височина от 43 метра.
Водопад Мърчисън представлява също така и централната точка на националния парк „Мърчисън“, основан през 1952 година (с площ от 3480 км²).
Английският пътешественик Сър Самуел Уайт Бейкър открива водопада през 1864 година и го нарича в чест на английския геолог сър Родерик Мърчисън.
Известният писател Ърнест Хемингуей разбива самолета си във водопада през 1954 година.

## Галерия
- Изглед към водопада
- Мърчисън от далече
- Водопадът и река Нил
- Върхът на водопада